# Rupert Fuchs (Fotograf)
Rupert Fuchs (* 1892 in Neuhammer; † 1962 in Überlingen) war ein Landschaftsfotograf des westlichen Erzgebirges.

## Leben
Nach dem Schulbesuch in Neuhammer erhielt er in Neudek eine Ausbildung zum Fotografen, nach deren Ende er zum Militär eingezogen wurde. Nach dem Ersten Weltkrieg arbeitete er kurzzeitig in Wien und kehrte dann in sein abgelegenes Heimatdorf am Kamm des Erzgebirges zurück. Hier hatte er den Mut, sich selbständig als Porträt- und Landschaftsfotograf niederzulassen.
1920 heiratete er Anna Fladerer, die ihm im Fotogeschäft half. Aus dieser Ehe gingen drei Töchter hervor, Katharina Jacobs, Susanne Jungwirth und Elisabeth Fuchs-Hauffen. Letztere veröffentlichte 1985 im Selbstverlag das Erinnerungsbuch Daham im Erzgebirg mit Fotografien ihres Vaters aus den Jahren 1920–1935.
Rupert Fuchs musste nach 1945 mit seiner Familie Neuhammer verlassen und ließ sich im bayrischen Hauzenberg nieder. Er fotografierte zunächst noch im Bayerischen Wald, widmete sich zuletzt aufgrund seines angeschlagenen Gesundheitszustandes nur noch dem Schreiben einer Chronik von Neuhammer, die teilweise in Druck erschien. Seinen Lebensabend verbrachte er in Überlingen am Bodensee, wo er auch mit seiner Frau Anna auf dem oberen Friedhof beerdigt liegt.

## Werk
Die von Rupert Fuchs im Handdruckverfahren hergestellten Fotopostkarten mit über 2000 Landschaftsmotiven waren im böhmischen Westerzgebirge sehr bekannt. Sie dokumentieren heute den Zustand dieser Gegend vor der Vertreibung der deutschen Bevölkerung und dem Abriss mehrerer Ortschaften in der Grenzgegend.